# Калифорнија Пајнс (Калифорнија)
Калифорнија Пајнс (енгл. California Pines) насељено је место без административног статуса у америчкој савезној држави Калифорнија.

## Демографија
По попису из 2010. године број становника је 520.
| Група             | 2000.    | 2010.       |
| Белци             | 0 (0,0%) | 387 (74,4%) |
| Афроамериканци    | 0 (0,0%) | 11 (2,1%)   |
| Азијати           | 0 (0,0%) | 6 (1,2%)    |
| Хиспаноамериканци | 0 (0,0%) | 83 (16,0%)  |
| Укупно            | 0        | 520         |